# Supernatural: Nevermore
A "Supernatural – Nevermore" (szabad fordításban: Odaát – Soha már) Keith R. A. DeCandido amerikai író regénye. Az első a történet szempontjából s sorozattól valamennyire különálló, de az egyes könyvek közt nem összefüggő könyvsorozatnak, amely az amerikai természetfeletti Odaát sorozathoz tartozik. A kiadás borítóján egy 2. évados promóciós kép található a Winchester fivérekről.

## Rövid ismertető
|  | Alább a cselekmény részletei következnek! |

Sam és Dean a világhírű New York városába utazik, hogy utánajárjon egy helyi rocker szellemjárta házának. De mielőtt rájönnének, hogy miféle sikítószellem tanyázik a hálószobában, számos más haláleset vonja el a figyelmüket. A szóban forgó háztól nem messze két egyetemistát mart halálra egy igen különleges támadó. Az elkövető még New York-i mércével mérve is szokatlan, főleg, hogy a szálak Edgar Allan Poe rémtörténeteihez vezetnek. A nyomozásuk során E. A. Poe horrorklasszikusának a közepébe csöppenek, szemtől szembe addigi legrémisztőbb ellenfelükkel. És ha Sam és Dean nem írják újra a dermesztő mese végét, akkor a hátborzongató sorozatgyilkos fejezi be az ő életük históriáját… mindörökkön örökké.
|  | Itt a vége a cselekmény részletezésének! |

## A kiadványról

### Tagolás
A regény 18 fejezetre és egy epilógusra van bontva. Minden egyes fejezet fejléceként egy kisebb, felismerhetetlen térképrészlet szolgál, amelyre írták az adott rész sorszámát (pl.: EGY, TIZENÖT). A fejléc alatt egy háromsoros tömör információ található, melyből az olvasó megtudhatja, hogy hol és mikor játszódik a fejezet.
Példa az első fejezethez:
Fordham Egyetem
New York, a Bronx negyed
2006. november 12., vasárnap
A fejezeteken és az epilóguson kívül fellelhető még a könyvben egy írói jegyzet, információ az alkotóról, írói ajánlás, köszönetnyilvánítás és az elején egy részlet a történetből "Hogy a pokolba tévesztettük el?…" címmel.

### A borító
A borítón egy, a sorozathoz készült második évados promóciós fénykép található. A borító közepétől egy kicsit lejjebb van a sorozattól elválaszthatatlan betűtípussal írt "Supernatural" (Odaát) felirat, alatta a regény címével. Ettől jobbra kicsit lejjebb van egy pecsétminta "Egy eredeti Odaát regény" felirattal. Végül a borító alján az író neve olvasható, felette egy kisebb hozzáfűzéssel: Készült a CW nagy sikerű Odaát sorozata alapján
A hátlapon találhatunk egy három részre tagolt leírást. Az első részben általános tudnivalókat olvashatunk a sorozatról, a Winchester fivérek életéről. Az első és a második részt három egymástól egyenlő távolságra lévő csillag választja el. A második részben vázolják fel a cselekmény fő mozzanatát, végül a harmadik részben egy figyelemfelkeltő feltevést tesznek. Az ajánló/ismertető alatt található a vonalkód, az ár, és a CW televíziós csatorna logója.

### Írói jegyzet
A könyv egyik érdekessége, hogy az írói jegyzetben Keith R.A. DeCandido megosztja az olvasókkal azoknak a zeneszámoknak a listáját, amit írás közben hallgatott, és amelyet javasol hallgatni a regény olvasása közben. Az alábbi zenéket találhatjuk meg:
- AC/DC: Back in black
- The Allman Brothers Band: Ramblin' Man
- George Baker: Little Green Bag
- The Band: Chest Fever, The Shape I'm In, The W.S. Wolcott Medicine Show
- Black Sabbath: Paranoid
- Blind Faith: Can't Find My Way Home
- Blue Öyster Cult: Don't Fear the Reaper
- Blue Swede: Hooked On A Feeling
- Nick Cave and the Bad Seeds: Up Jumped The Devil
- The Chambers Brothers: Time Has Come Today
- Eric Clapton: Cocaine, Further On Up The Road
- Cream: Badge, Sunshine Of Your Love, Tales Of Brave Ulysses
- Creedence Clearwater Revival: Bad Moon Rising
- Deep Purple: Smoke On The Water
- Def Leppard: Rock Of Ages
- Derek & The Dominoes: Layla
- Bob Dylan: Knocking On The Heaven's Door, Like A Rolling Stone
- Electric Light Orchestra: Turn to Stone
- David Essex: Rock On
- Iron Butterfly: In-A-Gada-Da-Vida
- Jefferson Airplane: White Rabbit
- Jethro Tull: A New Day Yesterday, Aqualung, For A Thousand Mothers, We Used To Know
- Robert Johnson: Crossroad Blues, Hellhound On My Trail, Walkin' Blues
- Journey: Wheel In The Sky
- Kansas: Carry On My Wayward Son
- Lynyrd Skynyrd: Down South Jukin'
- Metallica: Enter Sandman, Some Kind Of Monster
- Ted Nugent: Stranglehold
- Queen & David Bowie: Under Pressure
- The Rolling Stones: Gimme Shelter, Have You Seen Your Mother, Baby?, Sympathy For The Devil
- Rush: Working Man
- Bob Seger & And The Silver Bullet Band: Katmandu, Looking Back, Turn The Page
- Spinal Tap: Stonehenge
- Stealers Wheel: Stuck In The Middle With You
- Steppenwolf: Born To Be Wild, Magic Carpet Ride
- Styx: Renegade
- Tito & Tarantula: Angry Cockroaches, Strange Face Of Love
- Traffic: The Low Spark Of High-Heeled Boys
- Joe Walsh: Turn To Stone
- The Who: 5:15, Goin' Mobile, In A Hand Or A Face, Love Reign O'er Me
- Warren Zevon: Werewolves Of London